# Lu Huali
Lu Huali (kinesiska: 路 華利), född den 14 mars 1972, är en kinesisk roddare.
Hon tog OS-brons i dubbelsculler i samband med de olympiska roddtävlingarna 1992 i Barcelona.